# Césaire Mathieu
Jacques-Marie-Adrien-Césaire Mathieu, född den 20 januari 1796 i Paris, död den 9 juli 1875 i Besançon, var en fransk kyrkoman. 
Mathieu var ärkebiskop av Besançon 1843–1875. Han utnämndes till kardinal 1850 av påven Pius IX.